# Pa heeft een lief
Pa heeft een lief was een Vlaamse televisieserie uit 2000 uitgezonden op VTM, gebaseerd op het toneelstuk Onze pa heeft een lief geschreven door Ruud De Ridder en geregisseerd door Luc Caals. De serie werd geregisseerd door Johan Gevers, onder meer ook verantwoordelijk voor De Familie Backeljau.

## Hoofdverhaal
Victor De Doncker (Fred Van Kuyk) is al een tweetal jaar weduwnaar en kan het verlies van zijn vrouw niet verwerken: hij sluit zich binnenshuis op en drinkt flink. Die neerwaartse spiraal baart zijn kinderen grote zorgen. Ze besluiten hem gezamenlijk onder druk te zetten om een vriendin te zoeken, in de hoop dat een nieuwe vrouw in zijn leven de redding brengt. Zijn enige vriend in moeilijke tijden is de rijke en flamboyante homoseksueel Emiel Koeckelenberg (Alex Cassiers), al voelt hij er zich vaak meer dan lichtjes ongemakkelijk.
De andere verhaallijnen in de serie draaien rond de lotgevallen van Victors kinderen en hun gezinnen. Oudste zoon Jean-Paul (Dirk Meynendonckx) is getrouwd met Charlotte Verbiest (Ann De Winne), een fervent dwarsfluitspeelster. Ze willen graag kinderen, maar wanneer Jean-Paul te horen krijgt dat hij onvruchtbaar is, komt het gevoelige onderwerp van adoptie ter sprake. Van alle kinderen moeit Jean-Paul zich het minst met de lotgevallen van zijn vader. Dochter Rachel (Inge Van Olmen) is de vrouw van slager Fernand Van Bom (Luc Caals). Ze voelt zich ongelukkig in de beenhouwerij en krijgt ook regelmatig een verbale bolwassing van haar chagrijnige man. Onder de plak ligt ze evenwel niet: elke sneer of opmerking komt minstens even scherp terug. Jongste zoon Francis (Sven De Ridder) is hondenuitlater van beroep en de stereotiepe eeuwige vrijgezel. Wel flirt hij regelmatig met Betty (Ann Esch), het meisje dat in de slagerij van Fernand werkt.

## Cast

### Hoofdrollen
- Victor De Doncker - Fred Van Kuyk
- Francis De Doncker - Sven De Ridder
- Fernand Van Bom - Luc Caals
- Charlotte Verbiest - Ann De Winne
- Emiel Koeckelenberg - Alex Cassiers
- Jean-Paul De Doncker - Dirk Meynendonckx
- Rachel De Doncker - Inge Van Olmen

### Gastrollen
- Frieda - Brigitte De Man
- Bea Koeckelenberg - Kristine Arras
- Betty Van Nuffelen - Ann Esch
- Clement Verbiest - Ruud De Ridder
- Nand - Frans Van De Velde
- Pierre - Walter Merhottein
- Tante Evelyne - Lea Couzin

## Afleveringen

### Seizoen 1 (2000)
| Afl. | Code  | Titel               | Uitzenddatum  | Bijzonderheden              |
| ---- | ----- | ------------------- | ------------- | --------------------------- |
| 1    | 01x01 | De jacht is open    | 11 maart 2000 |                             |
| 2    | 01x02 | Dan toch gelukt?    | 18 maart 2000 | Eerste aflevering met Emiel |
| 3    | 01x03 | De kandidates       | 25 maart 2000 |                             |
| 4    | 01x04 | De andere kandidate | 8 april 2000  |                             |
| 5    | 01x05 | Dieet               | 15 april 2000 |                             |
| 6    | 01x06 | De huishoudster     | 29 april 2000 | Eerste aflevering met Betty |
| 7    | 01x07 | Controle            | 6 mei 2000    |                             |
| 8    | 01x08 | Reclame             | 13 mei 2000   |                             |
| 9    | 01x09 | Bezoek              | 20 mei 2000   |                             |
| 10   | 01x10 | Het lief            | 27 mei 2000   |                             |
| 11   | 01x11 | Eindelijk           | 3 juni 2000   |                             |
| 12   | 01x12 | De bom barst        | 10 juni 2000  |                             |

### Seizoen 2 (2000)
| Afl. | Code  | Titel                 | Uitzenddatum | Bijzonderheden |
| ---- | ----- | --------------------- | ------------ | -------------- |
| 13   | 02x01 | Weerstand             | 2000         |                |
| 14   | 02x02 | Onbegrip              | 2000         |                |
| 15   | 02x03 | Overtuig Francis!     | 2000         |                |
| 16   | 02x04 | De telescoop          | 2000         |                |
| 17   | 02x05 | De kus                | 2000         |                |
| 18   | 02x06 | Zot van Betty         | 2000         |                |
| 19   | 02x07 | Wijkfeesten           | 2000         |                |
| 20   | 02x08 | Escorte girl          | 2000         |                |
| 21   | 02x09 | Met vakantie          | 2000         |                |
| 22   | 02x10 | Mijn broer Mathieu    | 2000         |                |
| 23   | 02x11 | Evelyne               | 2000         |                |
| 24   | 02x12 | Het noodlot slaat toe | 2000         |                |
| 25   | 02x13 | Pro homo              | 2000         |                |

## Dvd-uitgave
Sinds 15 november 2013 wordt de volledige reeks uitgebracht onder de noemer 'Vlaamse Klassiekers':
- Seizoen 1, Deel 1: Afleveringen 1 tot en met 8 op twee schijven
- Seizoen 1 & 2, Deel 2: Afleveringen 9 tot en met 16 op twee schijven
- Seizoen 2, Deel 3: Afleveringen 17 tot en met 25 op twee schijven